# Facatativá
Facatativá è un comune della Colombia facente parte del dipartimento di Cundinamarca.
È la capitale della Provincia Sabana Occidentale. Fa parte dell'Area Metropolitana di Bogotá,  secondo il censo DANE del 2015. Si trova a 36 km da Bogotá, sulla strada che da questa  conduce a Medellín.  Vi sono specie di flora e di fauna già estinte nelle altre  parti dell'Altipiano  Cundiboyacense. Nel suo territorio vi è il Parco Archeologico  Piedras del Tunjo, con numerosi pittogrammi rupestri.
Il centro abitato venne fondato da Diego Gómez de Mena nel 1600.